# Jodie Turner-Smith
Jodie Turner-Smith, a volte accreditata semplicemente come Jodie Smith, (Peterborough, 7 settembre 1986) è un'attrice e modella britannica di origine giamaicana.

## Biografia
Nata a Peterborough da genitori giamaicani, è l'unica della famiglia a non essere nata in Giamaica; dopo il divorzio dei genitori, Jodie Turner-Smith si trasferisce negli Stati Uniti d'America con la madre. Si è laureata all'università di Pittsburgh nel 2008, e dal 2009 vive a Los Angeles.

## Vita privata
L'attrice ha iniziato una relazione con l'attore Joshua Jackson nell'ottobre 2018 e nel dicembre 2019 i due si sono sposati; nell'aprile 2020 è nata la loro prima figlia. Nell'ottobre 2023 la coppia si separa.

## Filmografia

### Cinema
- The Neon Demon, regia di Nicolas Winding Refn (2016)
- Lemon, regia di Janicza Bravo (2017)
- Newness, regia di Drake Doremus (2017)
- Queen & Slim, regia di Melina Matsoukas (2019)
- Senza rimorso (Without Remorse), regia di Stefano Sollima (2021)
- After Yang, regia di Kogonada (2021)
- The Independent - Complotto per la Casa Bianca (The Independent), regia di Amy Rice (2022)
- Rumore bianco (White Noise), regia di Noah Baumbach (2022)
- Murder Mystery 2, regia di Jeremy Garelick (2023)
- A Big Bold Beautiful Journey - Un viaggio straordinario (A Big Bold Beautiful Journey), regia di Kogonada (2025)
- Tron: Ares, regia di Joachim Rønning (2025)

### Televisione
- True Blood – serie TV, 4 episodi (2013)
- Mad Dogs – serie TV, episodio 1x01-1x02 (2015-2016)
- Ice – serie TV, episodio 1x01 (2016)
- The Last Ship – serie TV, 20 episodi (2017-2018)
- Nightflyers – serie TV, 10 episodi (2018)
- Jett - Professione ladra (Jett) - serie TV, 7 episodi (2019)
- Anne Boleyn – miniserie TV, 3 puntate (2021)
- Sex Education - serie TV, episodio 4x06 (2023)
- The Acolyte - La seguace (The Acolyte) – serie TV, 7 episodi (2024)
- Bad Monkey – serie TV, 10 episodi (2024)
- The Agency – serie TV (2024)

### Cortometraggi
- Dear Diamond, regia di James Kapner (2014)
- Somebody in Nobody, regia di Lino Yerima Asana (2014)
- Hard World for Small Things, regia di Janicza Bravo (2016)
- ZAYN: Pillowtalk, regia di Bouha Kazmi (2016)
- Woman in Deep, regia di Janicza Bravo (2016)
- Man Rots from the Head, regia di Janicza Bravo (2016)
- Call Your Father, regia di Jordan Firstman (2016)
- Let's Just Be Friends, regia di Damilare Sonoiki (2017)
- Elvis Brown: Yummy, regia di Juan Esco (2018)

## Riconoscimenti
- 2019 – Women Film Critics Circle
  - Candidatura per la miglior coppia sullo schermo per Queen & Slim (con Daniel Kaluuya)
- 2020 – Black Reel Awards
  - Candidatura per la miglior attrice per Queen & Slim
  - Candidatura per la miglior rivelazione per Queen & Slim
- 2020 – NAACP Image Award
  - Candidatura per la miglior attrice per Queen & Slim
  - Candidatura per la miglior rivelazione per Queen & Slim
- 2020 – Newport Beach Film Festival
  - Britannico da seguire per Queen & Slim

## Doppiatrici italiane
Nelle versioni in italiano delle opere in cui ha recitato, Jodie Turner-Smith è stata doppiata da:
- Perla Liberatori in Senza rimorso, The Independent - Complotto per la Casa Bianca, The Agency
- Federica De Bortoli in Jett - Professione ladra, After Yang
- Laura Lenghi in Nightflyers
- Alessia Amendola in Queen & Slim
- Valentina Perrella in Murder Mystery 2
- Ughetta d'Onorascenzo in The Acolyte - La seguace
- Marina Guadagno in Bad Monkey